# Saint-Hélen
Saint-Hélen település Franciaországban, Côtes-d’Armor megyében. Lakosainak száma 1535 fő (2022. január 1.). Saint-Hélen Les Champs-Géraux, Lanvallay, Pleudihen-sur-Rance, La Vicomté-sur-Rance, Plesder és Mesnil-Roc'h községekkel határos.

## Népesség
A település népessége az elmúlt években az alábbi módon változott:
| Lakosok száma | 971  | 936  | 974  | 1191 | 1341 | 1439 | 1481 | 1512 | 1528 | 1535 |
|               | 1968 | 1982 | 1990 | 2006 | 2013 | 2015 | 2017 | 2019 | 2020 | 2022 |